# ヒョウモンドクチョウ

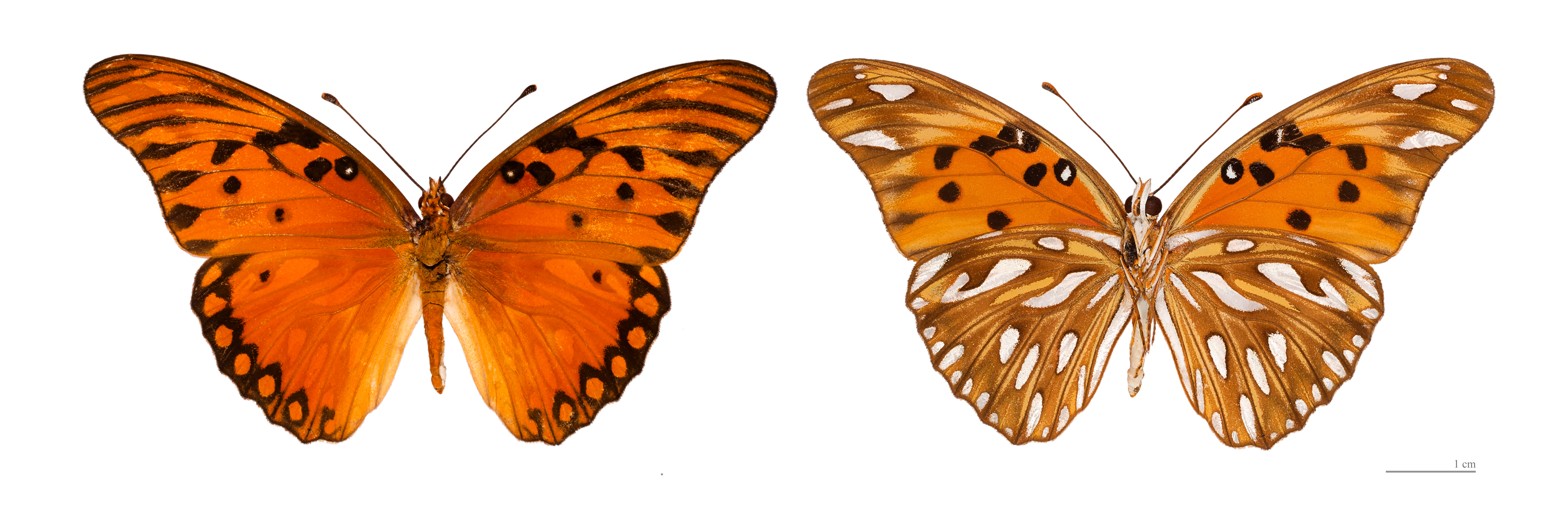
Agraulis vanillae vanillae

ヒョウモンドクチョウ (Agraulis vanillae) は、タテハチョウ科に分類されるチョウの一種。本種のみでヒョウモンドクチョウ属を構成する。

## 分布
アルゼンチン北部からアメリカ合衆国南部までの、南北アメリカ大陸熱帯域に分布する。アメリカ合衆国においてトケイソウ属植物が観賞用に植栽されるようになったことで、分布域はそれ以前より拡大している。

## 特徴
開長7cm。翅裏には銀白色の斑紋がいくつかある。
森林、草地、郊外に生息する。夏になるとカナダ国境近くまで移動する。
トケイソウ科トケイソウ属を食草とする。